# Nassira Konde

a Compétitions nationales et continentales officielles uniquement.

b Matchs officiels uniquement.
Nassira Konde, née le 30 juillet 1999 à Bondy, est une joueuse internationale française de rugby à sept et de rugby à XV. Elle évolue au poste de centre au Stade bordelais et en équipe de France.
Médaille d'argent avec l'équipe de France à sept aux Jeux olympiques de Tokyo, elle est avec son club triple championne de France (2023, 2024 et 2025).

## Biographie
Évoluant en club à l'AC Bobigny, elle bénéficie d'un contrat fédéral avec la Fédération française de rugby afin d'intégrer le groupe de l'équipe de France à sept.
Elle est sélectionnée pour la première fois sous le maillot de l'équipe de France à XV dans le cadre du Tournoi des Six Nations 2020.
En 2021, elle est sélectionnée avec les Bleues de David Courteix pour participer aux Jeux olympiques de Tokyo en tant que 13e joueuse, en remplacement de Joanna Grisez qui a déclaré forfait peu avant les Jeux en raison d'un problème musculaire ; les Bleues sont médaillées d'argent.
En rugby à XV, elle remporte avec son équipe du Stade bordelais le championnat de France Élite 1 2022-2023 : elle participe notamment à la finale victorieuse des Lionnes contre le Blagnac Rugby féminin le 10 juin 2023, qui clôt une saison de douze victoires en treize matchs. En 2024 elle contribue à la reconquête du titre par le Stade bordelais après avoir participé à dix des treize rencontres du championnat 2023-2024,. Exploit réitéré la saison suivante, ou le Stade bordelais remporte à nouveau le Championnat de France (blessée lors du Tournoi des Six Nations précédent, Nassira Konde ne participe pas à la finale).

## Palmarès

### En club
- Vainqueur du championnat de France en 2023, 2024 et 2025 avec le Stade bordelais.

### En équipe nationale
- Médaillée d’argent aux Jeux de Tokyo.

### Décorations
- Chevalier de l'ordre national du Mérite (décret du 8 septembre 2021)[11]